# Накотне

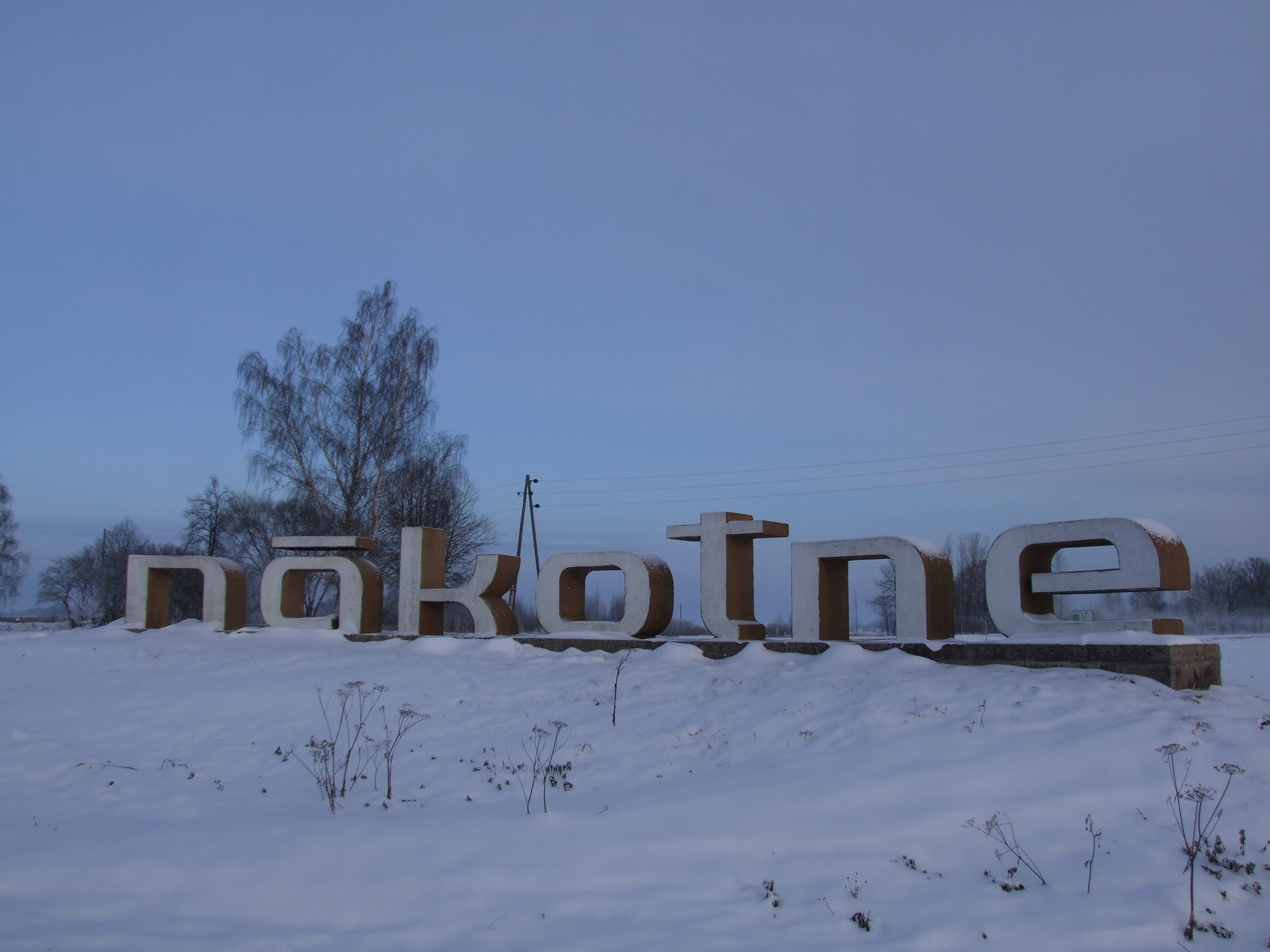
Знак при въезде в село

На́котне (латыш. Nākotne, будущее) — населённый пункт в Елгавском крае Латвии, бывшая главная усадьба первого в Латвийской ССР колхоза, ставшего колхозом-миллионером. Ныне административный центр Глудской волости.

## Расположение
Находится на правом берегу реки Ауце у региональной автодороги P97 (Елгава — Добеле — Аннениеки). Расстояние до города Елгава составляет около 18 км.
Назван по имени одноимённого колхоза-миллионера, созданного Героем Социалистического труда Артуром Чиксте.
По данным на 2015 год, в населённом пункте проживало 834 человека. 

## История
В советское время населённый пункт входил в состав Глудского сельсовета Елгавского района.
В настоящее время в посёлке расположены волостная администрация, начальная школа, детский сад, дом культуры, библиотека, почтовое отделение, мясокомбинат «Накотне», единственный в балтийских странах центр по ремонту вертолётов, созданный на базе колхозного аэроклуба, два рыбоперерабатывающих производства.  Под Накотне есть одна из трех известных гоночных трасс для автомобилей на радиоуправлении. Всё это построено колхозом: когда Чиксте его перенимал, здесь был всего один двухэтажный дом. Все дома посёлка построены по индивидуальным проектам, для чего в колхозе работал собственный архитектор.